# Lodi T.I.B.B. (métro de Milan)
Lodi T.I.B.B. est une station de la ligne 3 du métro de Milan, située piazzale Lodi.